# Arthur Alexander
Arthur Alexander (Florence, Alabama, 10 de mayo de 1940 - Nashville, Tennessee, 9 de junio de 1993) fue un cantante estadounidense, y quizá una de las más grandes estrellas que surgió de la escena de country-soul americana. Sus canciones fueron grabadas por The Beatles, los Rolling Stones, los Bee Gees, Elvis Presley y Pearl Jam. Tenía un estilo suave pero extremadamente melódico, como lo muestran sus temas "Anna (Go to Him)" y "Soldier of love" que fueron grabados por los Beatles, y "You better move on" grabado por los Rolling Stones.

## Carrera
Mientras trabajaba con Spar Music en Florence, Alabama, Alexander grabó su primer sencillo, "Sally Sue Brown", que fue publicado en 1960 en el sello de Jud Phillips, Judd Records. Un año más tarde, Alexander grabó "You Better Move On" en una antigua fábrica de tabaco convertida en estudio de grabación en Muscle-Shoals. Publicada por el sello Dot Records de Nashville, la canción se convirtió en un éxito de las listas de Soul/R&B, y estableció los cimientos de lo que se convertiría en el estudio de grabación FAME. "You Better Move On" es quizás la canción más conocida de Arthur Alexander, versionada por los Rolling Stones, los Hollies, George Jones & Johnny Paycheck y Mink DeVille. 
"Anna (Go to Him)", dentro de los diez primeros en las listas de R&B de EE. UU., fue versionada por los Beatles y Humble Pie. Otra canción versionada por los Beatles fue "Soldier of Love", habiendo sido también interpretada por Marshall Crenshaw y Pearl Jam. "Set Me Free", versionada por Esther Phillips y Joe Tex, fue también un gran éxito y convirtió a Alexander en un pionero como arreglista de temas para otros, así como un consumado compositor. Cambió de sello, pasando a Sound Stage 7, fundado por Fred Foster, y aunque el álbum de 1972 para Warner Brothers era prometedor, el potencial del cantante pareció desvanecerse. Se aseguró un éxito con "Every Day I have to Cry", pero resultó efímero.
Alexander permaneció fuera del negocio musical por mucho tiempo y trabajó como conductor de autobús durante muchos años. Volvió a cantar de nuevo en 1993, dado el renovado interés que había suscitado su pequeño pero importante catálogo de canciones. Su últimó álbum, "Lonely Just Like Me", era el primero en 21 años. Firmó un nuevo contrato en mayo de 1993 para grabar y publicar un disco, pero un mes después falleció de un ataque al corazón, tres días después de haber dado un concierto en Nashville con su nuevo grupo.

## Legado
Alexander merece una mención especial en la historia del pop y el rock por su influencia, como se ha indicado, en los Beatles y los Rolling Stones. Se cree que la forma de cantar de Alexander ejerció una gran influencia en John Lennon. Otra muestra del impacto de Alexander en la música popular se puede encontrar en la versión que el ecléctico Ry Cooder hizo de "Go Home Girl" en su álbum de 1979, "Bop Till You Drop".

## Discografía
(Ediciones estadounidenses excepto donde se indique lo contrario)

### Sencillos
- "Sally Sue Brown/"The Girl That Radiates That Charm" Judd (1960)
- "You Better Move On"/"A Shot Of Rhythm And Blues" Dot (1961) London (UK) (1962)
- "Soldier of Love (Lay Down Your Arms)"/"Where Have You Been All My Life" Dot (1962) London (UK) (1962)
- "Anna"/"I Hang My Head And Cry" Dot (1962) London (UK) (1963)
- "Go Home Girl"/"You're the Reason" Dot (1962) London (UK) (1963)
- "Dream Girl"/"I Wonder Where You Are Tonight" Dot (1963)
- "Baby, Baby"/"Pretty Girls Everywhere" Dot (1963)
- "Where Did Sally Go"/"Keep Her Guessing" Dot (1963)
- "Old John Amos"/"Black Night" Dot (1964) London (UK) (1964)
- "Detroit City"/"You Don't Care" Dot (1965)
- "Baby For You"/"The Other Woman (In My Life)" Sound Stage (1966) London (UK) (1966)
- "Show Me The Road"/"Turn Around (And Try Me)" Sound Stage (1966)
- "Love's Where Life Begins"/"Set Me Free" Sound Stage (1968)
- "I Need You Baby"/"Spanish Harlem" Monument (1968)
- "Bye Bye Love"/"Another Time, Another Place" Sound Stage (1968)
- "Cry Like A Baby"/"Glory Road" Sound Stage (1969)
- "I'm Coming Home"/"It Hurts To Want It So Bad" Warner Brothers (1972)
- "Burning Love"/"It Hurts To Want It So Bad" Warner Brothers (1972)
- "Mr John"/"You've Got Me Knockin'" Warner Brothers (1972)
- "Lover Please"/"They'll Do It Every Time" Warner Brothers (1973)
- "Every Day I Have To Cry Some"/"Everybody Needs Someone To Love" Buddah (1975) Buddah (UK) (1976)
- "Sharing The Night Together"/"She'll Throw Stones At You" Buddah (1976) Buddah (UK) (1977)
- "Hound Dog Man's Gone Home"/"So Long Baby" Music Mill (1977)

### EP
- "Alexander The Great" (1963) London (UK)
- "Arthur Alexander" (1963) London (UK)

### Álbumes
LP
- You Better Move On (1962) Sello: Dot & London (UK)
- Arthur Alexander (1972) Sello: Warner Brothers
- Story Of Rock 'N' Roll (1977) Sello: Ariola (Alemania) (Reedición del LP "You Better Move On")

CD
- You Better Move On (1993) Sello: MCA (1994) MCA (UK) (Reedición del LP con bonus tracks)
- Lonely Just Like Me (1993) Sello : Nonesuch/Elektra
- Rainbow Road: The Warner Bros. Recordings (1994) Sello: Warner Archives (Reedición del LP con bonus tracks)
- Lonely Just Like Me: The Final Chapter (2007) Sello: Hacktone (Reedición del LP con bonus tracks)

### Recopilaciones
LP
- Various Artists - Greatest Rhythm And Blues Stars (1965) Sello: Guest Star (2 canciones por Arthur Alexander)
- Carl Perkins - Sing A Song With Me (1979) Sello: Koala (4 demos por Arthur Alexander)
- A Shot Of Rhythm And Soul (1982) Sello: Ace (UK)
- Soldier Of Love (1987) Sello: Ace (UK)

CD
- The Greatest (1989 & 2006) Sello: Ace (UK)
- The Ultimate Arthur Alexander (1993) Sello: Razor & Tie
- Jon Tiven's Ego Trip - Blue Guru (1996) Sello: Fountainbleu (1 demo por Arthur Alexander)
- Various Artists - Bill Haney's Atlanta Soul Brotherhood (1998) Sello: Kent (UK) (1 track by Arthur Alexander)
- Various Artists - Bill Haney's Atlanta Soul Brotherhood Vol 2 (1998) Sello: Kent (UK) (1 track by Arthur Alexander)
- The Monument Years (2001) Sello: Ace (UK)